# Sylvana Lorenz
Pour les articles homonymes, voir Lorenz.
Sylvana Lorenz (née le 14 février 1953 à Tunis) est une galeriste et écrivaine française. Elle est également la seule biographe de Pierre Cardin, dont elle a recueilli les souvenirs pendant plus de trente ans à ses côtés.

## Biographie
Dans le cadre d'une galerie d’art de l’Hôtel Bristol, elle rencontre Pierre Cardin en 1983.
Créatrice d’une galerie d’art située à Paris en 1987, elle s’est attachée à y faire connaître plusieurs artistes français et internationaux jusqu'en 1996. Elle y a notamment exposé les artistes John Armleder, Martin Kippenberger, Heimo Zobernig, Steven Parrino, Mark Dion, Erwin Wurm ou Miguel Chevalier.
Chargée de la communication de l’espace Cardin de 1999 à 2015, elle revendique appartenir au mouvement artistique esthétique de la communication et participe à des émissions de télévision pour parler d'art à travers les médias,. Sylvana Lorenz communique sur Pierre Cardin, mais aussi en tant qu’artiste photographe, avec ses autoportraits nus, exposés dans plusieurs galeries d’art,.
Expert en art contemporain à l'étude Pierre Cornette de Saint-Cyr de 1986 à 1991, elle a organisé des ventes d’art conceptuel à Paris en collaboration avec Ghislain Mollet-Viéville. Elle a ensuite été professeur d’art contemporain à l’Institut d'études supérieures des arts (IESA) de 1991 à 2018.
Personnalité de la jet set, elle anime, comme Massimo Gargia ou Marianne Brandstetter, les soirées mondaines de la grande bourgeoisie et de l'aristocratie.
Elle est la mère de la romancière Amandine Cornette de Saint-Cyr.

## Ouvrages

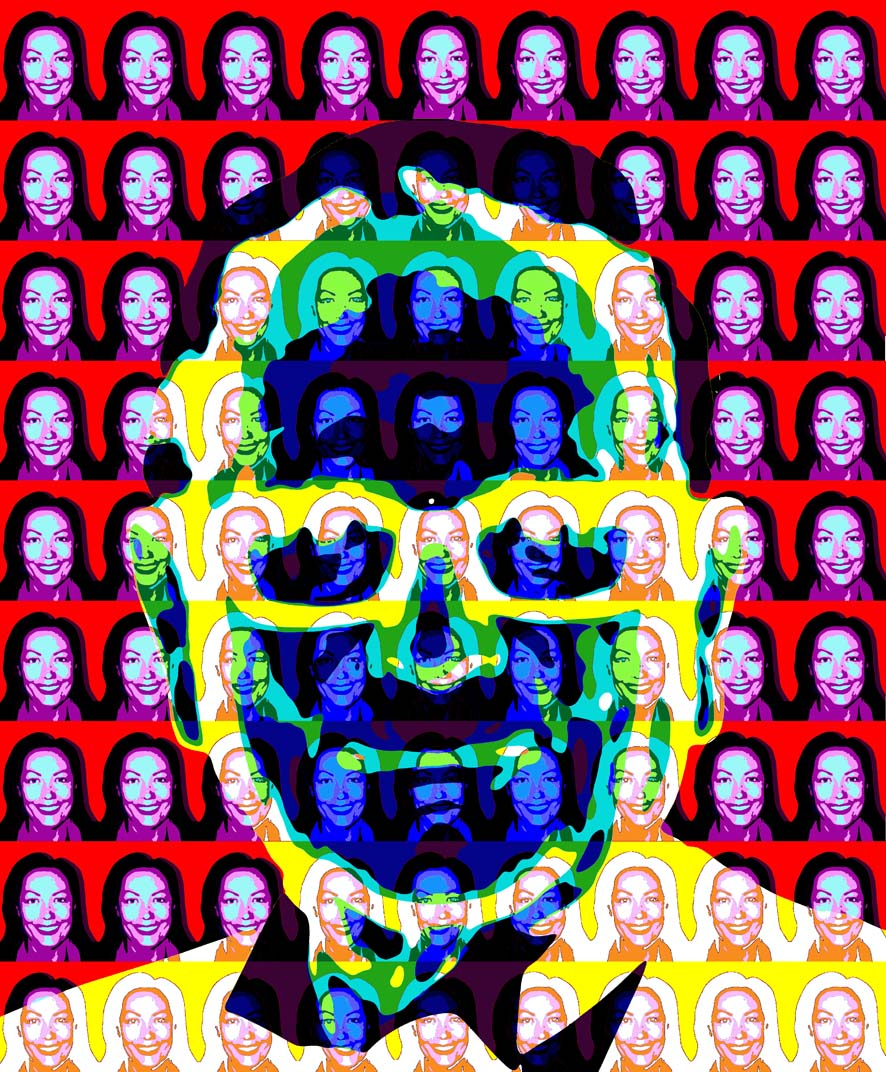
Portrait de Pierre Cardin avec son égérie Sylvana Lorenz par Dimitri Parant.

- L'Ingénue Galeriste, éditions Antoine Candau, 1991.
- La Galeriste avertie, Z’éditions, Nice, 1993.
- La Galeriste extravertie, Z’éditions, Nice, 2001.
- À nous deux, Paris !, éditions Flammarion, Paris, 2003.
- Biographie de Pierre Cardin, Éditions Calmann-Lévy, Paris, 2006.
- Madame Cardin. À la cour du dernier empereur de la mode, Éditions de l'Archipel, Paris, 2021.
- L'art est une partie de plaisir, Éditions de l'Archipel, Paris, 2024.

## Émissions de télévision
Sylvana Lorenz a été chroniqueuse d’art dans les émissions :
- 1993-1994 : Coucou, c’est nous!.
- 1995-1996 : Paris Dernière.
- 2022 : Ça commence aujourd'hui[11].

Elle est également apparue dans un épisode de C'est mon choix "Je ne vie que dans une couleur" diffusé en décembre 2000. 